# 6-Stunden-Rennen von Silverstone 2012

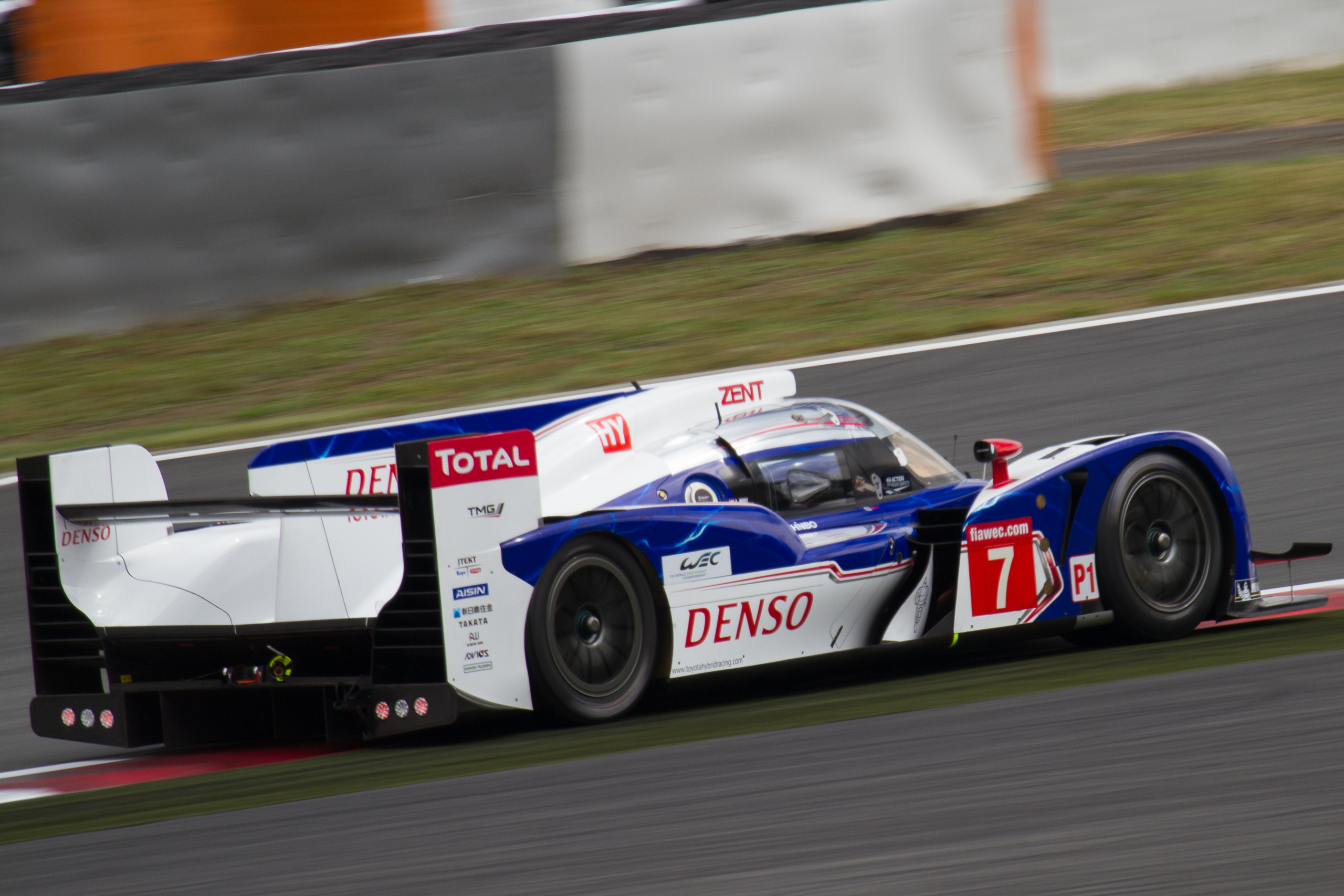
Toyota TS030 Hybrid mit veränderter Aerodynamik und breiterem Heckflügel

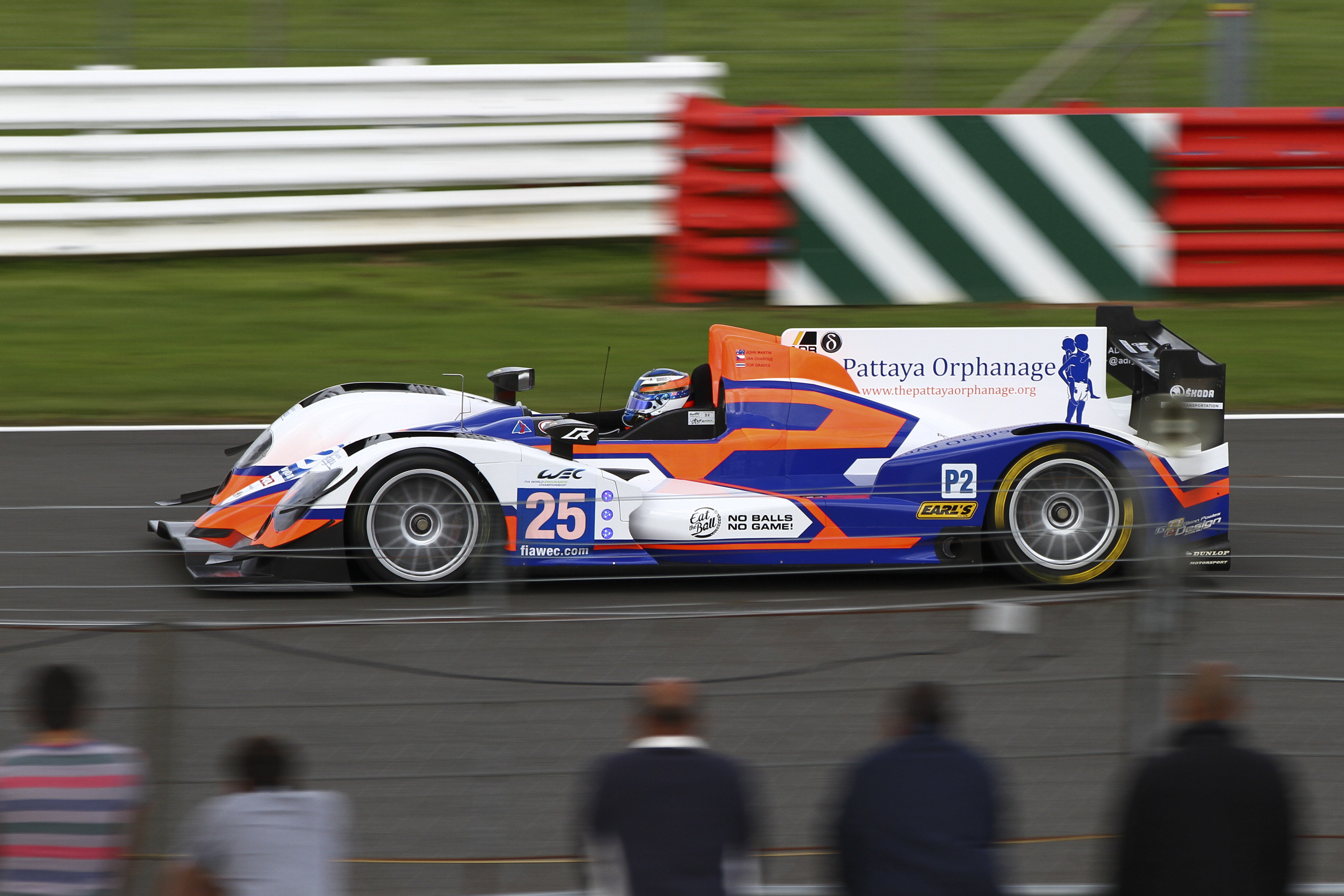
Der in der LMP2-Klasse siegreiche Oreca 03 von John Martin, Tor Graves und Jan Charouz

Das 6-Stunden-Rennen von Silverstone 2012, auch 6 Hours of Silverstone, Silverstone, fand am 25. August auf dem Silverstone Circuit statt und war der vierte Wertungslauf der FIA-Langstrecken-Weltmeisterschaft dieses Jahres.

## Das Rennen
Ursprünglich war der erste Renneinsatz des Toyota TS030 Hybrid für das 6-Stunden-Rennen von Spa-Francorchamps geplant, ein Testunfall verhinderte jedoch den Einsatz. Mit zwei Einsatzwagen fand das Renndebüt beim 24-Stunden-Rennen von Le Mans statt, wo beide Wagen ausfielen. In Silverstone trat Toyota nur mit einem LMP1-Fahrzeug an, das von Alexander Wurz, Nicolas Lapierre und Kazuki Nakajima gefahren wurde. Nach einem dritten Rang im Training entwickelte sich im Rennen ein Zweikampf zwischen dem Toyota und dem Audi R18 e-tron quattro von André Lotterer, Benoît Tréluyer und Marcel Fässler.
Direkt nach dem Start konnte Nicolas Lapierre im Toyota einen Platz gutmachen und in der elften Runde schließlich die Führung übernehmen. Durch den höheren Verbrauch des TS030 Hybrid musste er früher als die beiden R18 an die Box, wodurch die Führung im Rennverlauf – bedingt durch die zeitlich versetzten Boxenstopps – ständig zwischen dem Audi R18 e-tron quattro und dem Toyota wechselte. Außerdem war für den Toyota ein Tankstopp mehr nötig als für die zwei Audi. Nach einem Rennen ohne Zwischenfälle siegte der Audi R18 e-tron quattro mit dem Vorsprung von knapp einer Minute auf den Audi.
Ein enges Rennen gab es in der LMP2-Klasse. Nach sechs Stunden Fahrzeit gewannen John Martin, Tor Graves und Jan Charouz im Oreca 03 mit einem Vorsprung von 6 Sekunden auf den HPD ARX-03b von Vicente Potolicchio, Ryan Dalziel und Stéphane Sarrazin.
In der GTE-Pro-Klasse blieben Giancarlo Fisichella und Gianmaria Bruni im Ferrari 458 Italia. Auch in der GTE-Am-Klasse erreichte ein Ferrari 458 Italia den ersten Rang. Den Waltrip-Wagen steuerten Marco Cioci, Matt Griffin und Piergiuseppe Perazzini.

## Ergebnisse

### Schlussklassement
| 1               | LMP1    | 1  | Audi Sport Team Joest   | André Lotterer Benoît Tréluyer Marcel Fässler                | Audi R18 e-tron quattro   | 194 |
| 2               | LMP1    | 7  | Toyota Racing           | Alexander Wurz Nicolas Lapierre Kazuki Nakajima              | Toyota TS030 Hybrid       | 194 |
| 3               | LMP1    | 2  | Audi Sport Team Joest   | Tom Kristensen Allan McNish                                  | Audi R18 ultra            | 194 |
| 4               | LMP1    | 13 | Rebellion Racing        | Andrea Belicchi Harold Primat                                | Lola B12/60               | 189 |
| 5               | LMP1    | 21 | Strakka Racing          | Nick Leventis Danny Watts Jonny Kane                         | HPD ARX-03a               | 189 |
| 6               | LMP1    | 12 | Rebellion Racing        | Nicolas Prost Neel Jani                                      | Lola B12/60               | 189 |
| 7               | LMP1    | 22 | JRM                     | David Brabham Karun Chandhok Peter Dumbreck                  | HPD ARX-03a               | 187 |
| 8               | LMP2    | 25 | ADR-Delta               | John Martin Tor Graves Jan Charouz                           | Oreca 03                  | 183 |
| 9               | LMP2    | 44 | Starworks Motorsport    | Vicente Potolicchio Ryan Dalziel Stéphane Sarrazin           | HPD ARX-03b               | 183 |
| 10              | LMP2    | 26 | Signatech-Nissan        | Pierre Ragues Nelson Panciatici Roman Rusinov                | Oreca 03                  | 183 |
| 11              | LMP2    | 49 | Pecom Racing            | Luís Pérez Companc Pierre Kaffer Soheil Ayari                | Oreca 03                  | 182 |
| 12              | LMP2    | 42 | Greaves Motorsport      | Lucas Ordoñez Martin Brundle Alex Brundle                    | Zytek Z11SN               | 182 |
| 13              | LMP2    | 24 | OAK Racing              | Matthieu Lahaye Olivier Pla Jacques Nicolet                  | Morgan LMP2               | 182 |
| 14              | LMP2    | 38 | Jota                    | Sam Hancock Simon Dolan Nicolas Minassian                    | Zytek Z11SN               | 182 |
| 15              | LMP2    | 30 | Status GP               | Alexander Sims Julien Jousse Maxime Jousse                   | Lola B12/80               | 181 |
| 16              | LMP2    | 48 | Murphy Prototypes       | Jody Firth Warren Hughes Brendon Hartley                     | Oreca 03                  | 180 |
| 17              | LMP2    | 35 | OAK Racing              | David Heinemeier Hansson Bertrand Baguette Dominik Kraihamer | Morgan LMP2               | 176 |
| 18              | LMP2    | 29 | Gulf Racing Middle East | Jean-Denis Delétraz Keiko Ihara Fabien Giroix                | Lola B12/80               | 176 |
| 19              | LMP2    | 31 | Lotus                   | Thomas Holzer Mirco Schultis Christijan Albers               | Lola B12/80               | 174 |
| 20              | LMP2    | 41 | Greaves Motorsport      | Christian Zugel Ricardo González Elton Julian                | Zytek Z11SN               | 173 |
| 21              | GTE Pro | 51 | AF Corse                | Giancarlo Fisichella Gianmaria Bruni                         | Ferrari 458 Italia        | 171 |
| 22              | GTE Pro | 66 | JMW Motorsport          | James Walker Jonny Cocker                                    | Ferrari 458 Italia        | 169 |
| 23              | GTE Pro | 97 | Aston Martin Racing     | Stefan Mücke Adrián Fernández Darren Turner                  | Aston Martin Vantage V8   | 169 |
| 24              | GTE Am  | 61 | AF Corse-Waltrip        | Marco Cioci Matt Griffin Piergiuseppe Perazzini              | Ferrari 458 Italia        | 166 |
| 25              | GTE Am  | 88 | Team Felbermayr Proton  | Christian Ried Gianluca Roda Paolo Ruberti                   | Porsche 997 GT3 RSR       | 166 |
| 26              | GTE Am  | 57 | Krohn Racing            | Tracy Krohn Niclas Jönsson Michele Rugolo                    | Ferrari 458 Italia        | 165 |
| 27              | GTE Pro | 77 | Team Felbermayr Proton  | Richard Lietz Marc Lieb                                      | Porsche 997 GT3 RSR       | 164 |
| 28              | GTE Am  | 98 | Aston Martin Racing     | Roald Goethe Stuart Hall                                     | Aston Martin Vantage V8   | 163 |
| 29              | GTE Am  | 70 | Larbre Compétition      | Christophe Bourret Jean-Philippe Belloc Pascal Gibon         | Chevrolet Corvette C6 ZR1 | 162 |
| 30              | GTE Am  | 55 | JWA-Avila               | Markus Palttala Joël Camathias Paul Daniels                  | Porsche 997 GT3 RSR       | 161 |
| Disqualifiziert |         |    |                         |                                                              |                           |     |
| 31              | GTE Am  | 50 | Larbre Compétition      | Julien Canal Patrick Bornhauser Fernando Rees                | Chevrolet Corvette C6 ZR1 | 166 |
| Ausgefallen     |         |    |                         |                                                              |                           |     |
| 32              | GTE Pro | 71 | AF Corse                | Andrea Bertolini Olivier Beretta                             | Ferrari 458 Italia        | 168 |
| 33              | GTE Am  | 99 | Aston Martin Racing     | Jonny Adam Andrew Howard Paul White                          | Aston Martin Vantage V8   | 157 |
| 34              | LMP2    | 23 | Signatech-Nissan        | Jordan Tresson Franck Mailleux Olivier Lombard               | Oreca 03                  | 128 |
| 35              | LMP2    | 32 | Lotus                   | Vitantonio Liuzzi Kevin Weeda James Rossiter                 | Lola B12/80               | 26  |

### Nur in der Meldeliste
Hier finden sich Teams, Fahrer und Fahrzeuge, die ursprünglich für das Rennen gemeldet waren, aber aus den unterschiedlichsten Gründen daran nicht teilnahmen.
| Pos. | Klasse  | Nr. | Team          | Fahrer                                           | Chassis            |
| ---- | ------- | --- | ------------- | ------------------------------------------------ | ------------------ |
| 36   | GTE Am  | 58  | Luxury Racing | Pierre Ehret Gunnar Jeannette Frankie Montecalvo | Ferrari 458 Italia |
| 37   | GTE Pro | 59  | Luxury Racing | Frédéric Makowiecki Jaime Melo                   | Ferrari 458 Italia |

### Klassensieger
| Klasse  | Fahrer                 | Fahrer          | Fahrer         | Fahrzeug                | Platzierung im Gesamtklassement |
| ------- | ---------------------- | --------------- | -------------- | ----------------------- | ------------------------------- |
| LMP1    | André Lotterer         | Benoît Tréluyer | Marcel Fässler | Audi R18 e-tron quattro | Gesamtsieg                      |
| LMP2    | John Martin            | Tor Graves      | Jan Charouz    | Oreca 03                | Rang 8                          |
| GTE Pro | Giancarlo Fisichella   | Gianmaria Bruni |                | Ferrari 458 Italia      | Rang 21                         |
| GTE Am  | Piergiuseppe Perazzini | Marco Cioci     | Matt Griffin   | Ferrari 458 Italia      | Rang 24                         |

### Renndaten
- Gemeldet: 37
- Gestartet: 35
- Gewertet: 30
- Rennklassen: 4
- Zuschauer: 35000
- Wetter am Renntag: kühl und trocken
- Streckenlänge: 5,891 km
- Fahrzeit des Siegerteams: 6:00:39,594 Stunden
- Gesamtrunden des Siegerteams: 194
- Gesamtdistanz des Siegerteams: 1142,660 km
- Siegerschnitt: 190,100 km/h
- Pole Position: André Lotterer – Audi R18 e-tron quattro (#1) – 1:43,663 = 204,500 km/h
- Schnellste Rennrunde: Alexander Wurz – Toyota TS030 Hybrid (#7) – 1:44,059 = 203,800 km/h
- Rennserie: 4. Lauf zum FIA-Langstrecken-Weltmeisterschaft 2012